# Garra bicornuta
Garra bicornuta és una espècie de peix cipriniforme de la família dels ciprínids.
Garra bicornuta ha estat conegut per més de quatre-cents anys, com "peix doctor". En el seu hàbitat natural d'aquest peix s'alimenta de petits organismes que viuen dins d'aquestes aigües termals. No obstant això, en aquestes aigües termals, pocs organismes prosperen i els aliments per a aquest peix són escassos. Així, han evolucionat fins a ser criatures curioses per picar algunes coses estranyes introduïdes a l'aigua amb l'esperança d'alimentar-los. Mentre que la mossegada, el peix traspassa un enzim únic anomenat ditranol (antralina) que impedeix el desenvolupament ràpid de les cèl·lules de la pell, alleujant així la Psoriasi.
Garra bicornuta està legalment protegit de l'explotació comercial a Turquia a causa de la preocupació de més de la collita per a l'exportació. Però aquest peix es veu sovint en aquaris.

## Morfologia
Els mascles normalment fan 10 cm de longitud però s'han trobat exemplars de 15cm.

## Distribució geogràfica
Un peix no migratori d'aigua dolça està als rius de gran part de l'Iraq, Israel, Jordània, Turquia i Síria. També hi ha informes no confirmats d'espècies a Oman i l'Aràbia Saudita, però aquests no es consideren compatibles amb el rang de distribució de l'espècie.
Les temperatures en l'hàbitat natural, van des de 15 fins a 28 graus. A les piscines calentes, els peixos es diu que viuen a una temperatura al voltant dels 37 °C.